# Simplicité divine
La simplicité divine est une doctrine théologique selon laquelle Dieu est un et indivisible, non réductible à des attributs ni à la somme de ces attributs. Cette conception, présente dans la philosophie grecque, se retrouve dans le judaïsme, le christianisme et l'islam. Elle affirme la transcendance absolue de Dieu sur ses créatures, dont il est radicalement différent, non seulement en ce qui concerne les attributs qu'il possède, mais aussi dans sa façon de les posséder. 
Unique dans ce mode de possession, Dieu l'est également dans son mode d'être. Des caractéristiques telles que la toute-puissance, la miséricorde, la vérité ou l'éternité sont identiques à son être, et non des qualités qui composent son être. 
Au Moyen Âge, les théologiens juifs, chrétiens et musulmans ont développé le concept de la simplicité divine, notamment à l'apogée de la scolastique.

## Judaïsme
Dans la philosophie juive ainsi que dans la Kabbale, l'argument de la simplicité divine est abordé sous l'angle des attributs (תוארים) divins, en particulier chez les philosophes juifs ayant vécu dans la sphère d'influence musulmane comme Saadia Gaon, Bahya ibn Paquda, Yehouda Halevi,  et Moïse Maïmonide, ainsi que son contradicteur, le Raabad III en Provence. 

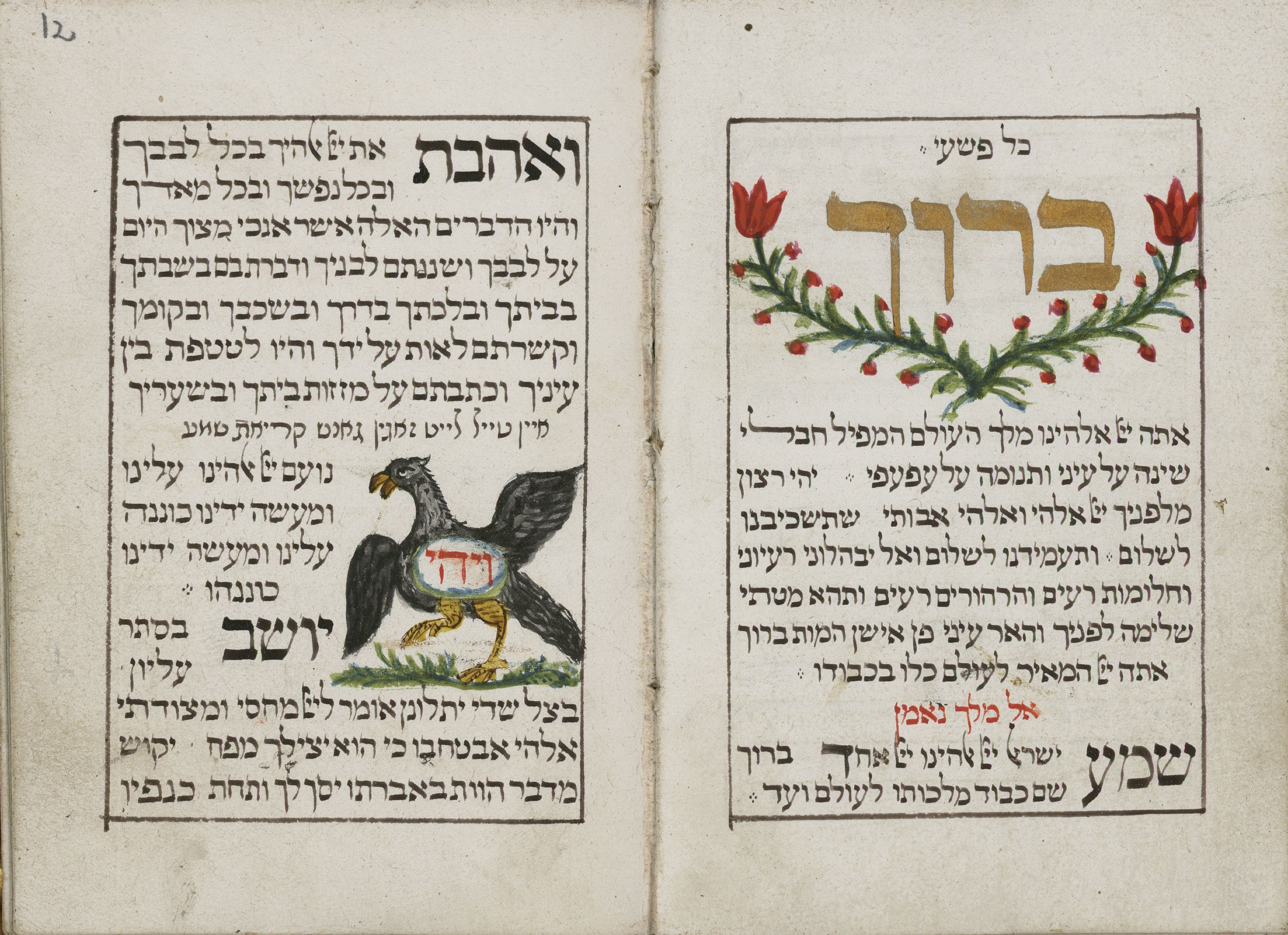
Le Shema Israël dans le Siddour de Fürth (1738).

Certains identifient la simplicité divine comme un corollaire de la Création divine: "Au commencement, Dieu créa les cieux et la terre" (Genèse 1:1). Dieu, en tant que Borè (Créateur), est par définition Séparé de l'univers et donc de toute propriété. Par conséquent, Il est d'une Unité absolue ; voir Théologie négative.  
Pour d'autres, l'axiome de l'unité divine (cité dans le Shema Israël) implique la simplicité divine. Bahya ibn Paquda, l'auteur des Devoirs du Cœur (Hovot halevavot 1:8) souligne que l'Unité de Dieu est la "Vraie Unité" (האחד האמת), par opposition à l'"unité circonstancielle" (האחד המקרי). Il développe cette idée pour montrer qu'une entité véritablement une doit être libre des propriétés et donc indescriptible - et sans aucun pareil (De plus, une telle entité serait absolument non-sujette au changement, indépendante et source de tout. ) 
L'interpénétration de ces deux approches est si importante que les deux concepts d'Unité et de Simplicité Divines sont souvent présentées comme étant synonymes: "Dieu n'est pas deux ou plusieurs entités, mais une seule entité d'une unité plus singulière (au sens étymologique du terme) et unique que n'importe quelle chose dans la Création… Il ne peut être subdivisé en différentes parts  — par conséquent, il est impossible qu'Il soit autre qu'Un. C'est une prescription positive de le savoir, ainsi qu'il est écrit (Deutéronome 6:4) '…YHWH est notre Dieu, YHWH est Un'." (Moïse Maïmonide, Mishneh Torah, Mada 1:7.)